# Evros (unità periferica)
Evros (in greco Περιφερειακή ενότητα Έβρου?) è una delle sei unità periferiche della Macedonia Orientale e Tracia, una delle tredici periferie (in greco περιφέρειες?, perifereies - regione amministrativa) della Grecia. Il capoluogo è la città di Alessandropoli.

## Prefettura
L'Evros una delle cinque prefetture in cui era suddivisa la regione greca della Macedonia Orientale e Tracia, abolita a partire dal 1º gennaio 2011 a seguito dell'entrata in vigore della riforma amministrativa detta piano Kallikratis
La prefettura, la più orientale della Grecia continentale, prendeva il nome dal fiume Evros, che segna il confine con la Turchia ad est per un lungo tratto. La prefettura dell'Evros confina a nord con la Bulgaria, ad est con la Turchia, a sud col Mare Egeo e ad ovest con la prefettura di Rodopi.
La riforma amministrativa ha anche modificato la struttura dei comuni che ora si presenta come nella seguente tabella:
| Nuovo comune            | Vecchio comune | Sede           |
| ----------------------- | -------------- | -------------- |
| Alessandropoli          | Alessandropoli | Alessandropoli |
| Alessandropoli          | Traianoupoli   | Alessandropoli |
| Alessandropoli          | Feres          | Alessandropoli |
| Didymoteicho            | Didymoteicho   | Didymoteicho   |
| Didymoteicho            | Metaxades      | Didymoteicho   |
| Orestiada               | Orestiada      | Orestiada      |
| Orestiada               | Vyssa          | Orestiada      |
| Orestiada               | Kyprinos       | Orestiada      |
| Orestiada               | Trigono        | Orestiada      |
| Samotracia (Samothraki) | Samotracia     | Samotracia     |
| Soufli                  | Soufli         | Soufli         |
| Soufli                  | Orfeas         | Soufli         |
| Soufli                  | Tychero        | Soufli         |

## Precedente suddivisione amministrativa
Dal 1997, con l'attuazione della riforma Kapodistrias, la prefettura dell'Evros era suddivisa in tredici comuni.
| comuni         | codice YPES | capoluogo (se diverso) | codice postale | prefisso tel.  |
| -------------- | ----------- | ---------------------- | -------------- | -------------- |
| Alessandropoli | 1301        |                        | 681 00         | da 25510-2 a 7 |
| Didymoteicho   | 1303        |                        | 683 00         | 25530-2        |
| Feres          | 1313        |                        | 685 00         | 25550-2        |
| Kyprinos       | 1304        |                        | 680 05         | 25560-2        |
| Metaxades      | 1305        |                        | 680 10         | 25530-3        |
| Orestiada      | 1306        |                        | 682 00         | 25520-2        |
| Orfeas         | 1307        | Lavara                 | 680 04         | 25530-3        |
| Samotracia     | 1308        |                        | 680 01         | 25510-4        |
| Soufli         | 1309        |                        | 684 00         | 25540-2        |
| Traianoupoli   | 1310        | Aristino               | 681 00         | 25310-4        |
| Trigono        | 1311        | Dikaia                 | 680 07         | 25560-3        |
| Tychero        | 1312        |                        | 680 03         | 25540-4        |
| Vyssa          | 1302        | Nea Vyssa              | 680 01         | 25520-7        |